# Tomás Antonio de la Cerda y Aragón

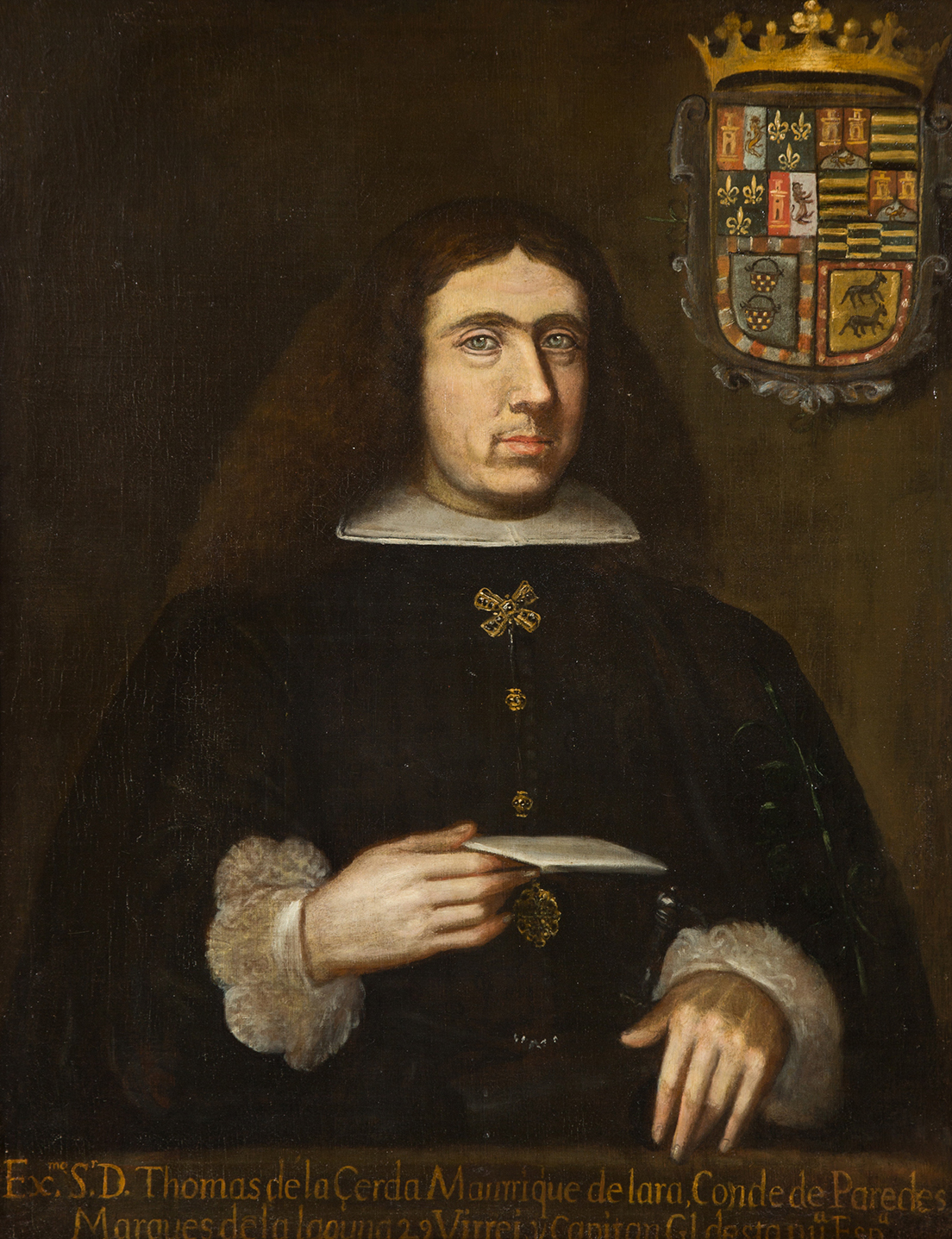
Tomás Antonio de la Cerda

Tomás Antonio de la Cerda y Aragón, Graf (spanisch: conde) von Paredes de Nava, Markgraf (spanisch: marqués) von la Laguna de Camero-Viejo, spanischer Grande, (* 24. Dezember 1638 in Cogolludo, Provinz Guadalajara, Spanien; † 22. April 1692 in Madrid, Spanien) war ein spanischer Offizier und Kolonialverwalter, der als Vizekönig von Neuspanien amtierte.

## Leben

### Herkunft und Karriere
Tomás de la Cerda entstammte einer Familie des spanischen Hochadels. Er wurde als zweiter Sohn von Juan Luis de la Cerda, Herzog von Medinaceli geboren. Seine Mutter war María Luisa Enríquez de Ribera.
Er schlug eine militärische Karriere ein, die ihn bis zum Rang eines Feldmarschalls brachte. Er wurde in den Orden von Alcantara aufgenommen. Er heiratete María Luisa Manrique de Lara y Gonzaga, Hofdame der Königinmutter und Tochter des Vizekönigs von Valencia. Als Admiral befehligte er die Küstenflotte von Andalusien und übernahm 1679 das Amt des Vizekönigs von Galicien.

### Amtszeit als Vizekönig von Neuspanien
Im Mai 1680 erhielt er die Ernennung als Vizekönig von Neuspanien. Mit seiner Frau erreichte er im Oktober 1680 den Hafen von Veracruz. Am 27. Oktober 1680 übernahm er in Otumba die Amtsgeschäfte von seinem Vorgänger, Bischof Payo Enríquez de Rivera. Am 7. November leistete er den Amtseid. Den formellen Einzug in Mexiko-Stadt hielt er am 30. November 1680; dabei passierte er einen Triumphbogen, der mit einem allegorischen Gedicht von Juana Inés de la Cruz geschmückt war.
Bald erfuhr er vom Ausbruch des Pueblo-Aufstandes in New Mexico, bei dem revoltierende Indianer den spanischen Kolonialherren Santa Fe (New Mexico) entrissen hatten und die Spanier nach Paso del Norte vertrieben hatten. Vizekönig Cerda entsandte Kavallerie-Einheiten in den Norden, denen nach und nach die Rückeroberung New Mexicos gelang.
1681 erhoben sich in Oaxaca die Einheimischen im Protest gegen die Erhebung von Steuern durch die Spanier. Im selben Jahr startete eine Expedition Richtung Kalifornien unter Leitung von Isidro Otondo mit dem Jesuitenpater Eusebio Francisco Kino, der sich um die Belange der Einheimischen kümmern sollte.
Von außen wurde die Kolonie vor allem durch die fortgesetzten Angriffe von Korsaren heimgesucht, die die Schifffahrtswege im Golf von Mexiko unsicher machten und immer wieder Hafenstädte wie Veracruz und Campeche überfielen. So gelang es im Mai 1683 dem holländischen Freibeuter Laurens de Graaf, genannt Lorencillo,  mit einer Truppe von 800 Männern Veracruz in ihre Gewalt zu bringen. Für die Auslösung von Geiseln mussten hohe Geldbeträge aufgewandt werden.
Zur gleichen Zeit ging in Veracruz Antonio Benavides, Markgraf von San Vicente, an Land, der verkündete, vom spanischen Hof als Generalinspekteur und Gouverneur entsandt worden zu sein. Er wurde als El Tapado bekannt, vermutlich war er ein Hochstapler, die Behörden verhafteten ihn aber mit dem Verdacht, gemeinsame Sachen mit den Piraten zu machen. Später wurde er in Mexiko-Stadt hingerichtet.
Die pazifische Küste fürchtete indes die Angriffe von William Dampier auf Schiffe aus den Philippinen; man munkelte von einem bevorstehenden Angriff auf Acapulco, der aber ausblieb.
Im November 1686 übergab er das Amt des Vizekönigs an seinen Nachfolger, Melchor Portocarrero Lasso de la Vega, und kehrte mit seiner Frau nach Spanien zurück.

### Späte Jahre in Spanien
Cerda wurde 1689 in den Indienrat berufen und zum spanischen Granden erhoben. Er amtierte als Kammerherr der Königsmutter Maria Anna. 1692 starb er.